# Ayla y los Mirror
Ayla y los Mirror es una serie de televisión original de Disney+ protagonizada por Violeta Madel...

## Descripción
Ayla es una niña rica y malcriada que sufrió pérdida de memoria después de la muerte de su padre.
Ayla fue llevada a un albergue llamado El Bosque donde conoció a Inés y al grupo de baile Los Mirror y descubrió la capacidad de escuchar emociones a través de fantasías musicales.
La tía de Ayla finge no conocerla para poder quedarse con toda su herencia.

## Personajes
- Violeta Madel como Ayla
- Cristian López como Yago
- Daniela Monter como Sofía
- Anastasia Russo como Julia
- Selu Nieto como Eric
- Alicia Chojnowski como Inés
- Camino Moreno como Paola
- Mar Abascal como Esmeralda
- Israel Menéndez como Kako
- Verónica Ramos como Valen
- Ruth Lopéz como Sandra
- Carmen Ruiz como Nieves
- Denis Gómez como Sr. Segura
- Álvaro de los Santos como Nacho
- Amália Martos como Noe
- Madalina Cojocaru como Saray
- Samuel Gómez como David

## Nombres de los episodios
| N.º | Título                               | Fecha de emisión original |
| --- | ------------------------------------ | ------------------------- |
| 1   | «Fuera de lugar»                     | 27 de septiembre de 2024  |
| 2   | «La chica sin pasado»                | 27 de septiembre de 2024  |
| 3   | «Zombies y compañía»                 | 27 de septiembre de 2024  |
| 4   | «Salvando El Bosque»                 | 27 de septiembre de 2024  |
| 5   | «Hasta los diez mil... ¡y más allá!» | 27 de septiembre de 2024  |
| 6   | «¡A por el Move You!»                | 04 de octubre de 2024     |
| 7   | «Día de entrenamiento»               | 04 de octubre de 2024     |
| 8   | «Se rompe el espejo»                 | 04 de octubre de 2024     |

## Premios y nominaciones
| Año  | Premio              | Nominado          | Categoría                                | Resultado | Ref   |
| ---- | ------------------- | ----------------- | ---------------------------------------- | --------- | ----- |
| 2025 | Kids' Choice Awards | Ayla y los Mirror | Programa de televisión infantil favorito | Nominado  | [ 2 ] |